# L'Esquirol
Pour les articles homonymes, voir Esquirol (homonymie).
L'Esquirol (anciennement Santa Maria de Corcó) est une commune de la comarque d'Osona (province de Barcelone, Catalogne, Espagne).

## Géographie
Commune située à 40 km à l'ouest de Gérone.

## Histoire
Dans les années 1960, un Lac-réservoir de Sau a été créé.
Santa Maria de Corcó prend le nom de l'Esquirol le 4 juin 2014,.